# Zeltnera muehlenbergii
Zeltnera muehlenbergii är en gentianaväxtart som först beskrevs av August Heinrich Rudolf Grisebach, och fick sitt nu gällande namn av G.Mans.. Zeltnera muehlenbergii ingår i släktet Zeltnera och familjen gentianaväxter. Inga underarter finns listade i Catalogue of Life.